# Liga Nacional de Fútbol Aficionado
La Segunda B de LINAFA, también conocida como la Tercera División de Costa Rica, es la liga inferior a la Segunda División de Costa Rica y superior que la 3.ª División de LINAFA.

## Historia
La Segunda B de LINAFA es la liga inferior a la Segunda División de Costa Rica y superior que la 3.ª División de LINAFA. De este modo, el torneo es el paso previo para llegar a la Liga de Ascenso. También, al ser un solo equipo por temporada el que obtiene el ascenso, se convierte en un torneo muy competitivo.
A inicios de la década de 1920 se dio a conocer el fútbol amateur en los cantones de Costa Rica. Y se desarrollan varios proyectos de suma importancia: La Liga Nacional de Tercera División, los Torneos Interdistritales o de Barrios; el de la Liga Cantonal e Intercantonal; las terceras divisiones independientes y el primer campeonato oficial de tercera división se juega en 1924 con el club Guadalupe como campeón.
Para el Campeonato de Segunda División de Ascenso en Costa Rica 1958, es que los clubes de fútbol nacionales inician una nueva era en sus participaciones, ya que el nivel competitivo es más fuerte.
En 1962 se crea la Liga Nacional de Filiales Regionales (Campeonato Nacional de Cantones de Costa Rica). Pero es hasta finales del campeonato de Liga Nacional en 1968, que se funda CONAFA (Comité Nacional de Fútbol Aficionado), y que en conjunto con los comités locales de fútbol, organizan el campeonato nacional de tercera división (2.ª. División de Ascenso) en su fase octagonal y cuadrangular final.
Los campeonatos de tercera división en el caso de CONAFA tienen un importante antecedente en los campeonatos de la Amistad y de los Pueblos. Por tanto, esta liga era de carácter oficial y estaba dirigida a los clubes campeones distritales y cantonales; no obstante, se jugaba una serie clasificatoria para ostentar el título nacional; y de ahí salía el próximo inquilino de la segunda división.
En 1977 la (FEDEFUTBOL) también organizaba las famosas liguillas de promoción, (ascenso y no descenso) que muchas veces eran solicitadas por algunos clubes de la tercera a la Federación Costarricense de Fútbol Aficionado; buscando la opción de llenar algunos cupos en la liga superior. Pero en abril del 79, COFA el cual era Comité Organizador del Fútbol Aficionado se separa de la federación.
En 1980 se funda otro ente balompédico denominado Comisión Organizadora de Fútbol Aficionado (COFA) y que era respaldado por la Dirección General de Deportes, el cual secundaba a CONAFA y que siguió siendo un comité accesorio de FEDEFUTBOL (fútbol no rentado).
El jueves 9 de octubre del mismo año COFA se convierte en asociación y contó con 16 representantes a nivel regional, entre ellos estaban Hernán Redondo, Herman Solano, Jorge Meneses, José Calderón, Rafael Moya, Oscar Luis Vega y Manuel Riotte. Fungía como fiscal general Rodrigo Cháves.
Para 1981 CONAFA organiza el campeonato de Tercera División (2.ª. División de Ascenso) por la Segunda División de Costa Rica, siendo el encargado del Comité de Competición el Lic. Carlos Luis Redondo. Entre tanto COFA renombrado ACOFA (Asociación Costarricense de Fútbol Aficionado) dirigía el campeonato de Tercera (2.ª. División B) y Segunda División Aficionado. Sin menospreciar los torneos infantiles y juveniles (Cuarta División).
Los 7 representantes regionales de ACOFA fueron: José María Calderón, Hernán Redondo, José Joaquín Navarro, Hernán Solórzano, Jorge Meneses, Rafael Moya y Rigoberto Ugalde.
Entre los clubes participantes y sobresalientes por la Tercera División (2.ª. División de Ascenso) fueron la A.D. San Lorenzo F.C, Deportivo San Pablo F.C, A.D. Guanacasteca F.C, Asociación Real Deportivo Rafaeleño, Deportivo Fértica F.C, A.D. San Miguel, Selección de Santa Bárbara, A.D. El Carmen F.C, Deportivo Yuba Paniagua, A.D. Selección de Escazú, Aserrí F.C, A.D. Orotinense, Deportivo Juan Gobán F.C, A.D. Barveña, A.D. Sagrada Familia, Deportivo Astúrias de Filadelfia, Juventus F.C, A.D. Llorente de Tibás, Rincón de Palmares C.F, C.D. Taboga de Guanacaste, entre muchos.
Para 1982 la Segunda División por ACOFA organiza su campeonato nacional con 32 clubes de amplia trayectoria futbolística, siendo los primeros clasificados del año anterior la A.D. Tecnológico de Cartago (T.E.C), Deportivo Cariari de Plaza Viquez F.C, Asoc. Deportivo Diablos Rojos F.C y Deportivo Muelle Grande de San Carlos.
Dentro de este recuento se destaca también la Primera División por ACOFA, la cual permitía subir algunos clubes a su Segunda División Aficionada. Podemos nombrar a la A.D. Fraternidad, A.D. Belén Calle Flores, Independiente de Turrialba F.C y Santos de Guápiles F.C, el cual fue Campeón Monarca en aquel año.
Asimismo, el 11 de abril de 1982 arranca el campeonato de terceras a nivel nacional y luego del producto de una serie eliminatoria, se toma el acuerdo por parte de los clubes para una respectiva inscripción en ANAFA (Asociación Nacional de Fútbol Aficionado). Aquella liga se fundó el 18 de noviembre de ese mismo año. Ya para 1983 aparece la segunda división B, donde solo jugaban los clubes que clasificaban de la tercera división de ANAFA.
Para la temporada 1997-98 se renombra la liga como Primera División de ANAFA, y en para la temporada 2008-09 se transforma en LINAFA, que es una Liga de fútbol de Costa Rica equivalente a la tercera división de ascenso. Por ella han pasado equipos grandes del fútbol nacional, como el Club Sport Cartaginés, actualmente en Primera División; el Club Sport Uruguay actualmente en Segunda División; el Orión F.C y el Club Sport La Libertad, que se encuentra en esta liga.
La Segunda B de LINAFA tiene carácter nacional. Está organizada en 10 grupos de 7 y 8 equipos cada uno según su zona geográfica (región). Este torneo es demasiado competitivo (Alto Rendimiento), debido al hecho de que solo 1 equipo por temporada obtiene el título. Y el campeón de Primera División de LINAFA, sube a la Liga de Ascenso; y el equipo con peor clasificación en cada grupo (10 en total) descienden a la Tercera División de LINAFA (Cuarta División), y los diez mejores clasificados de esta última ascienden de categoría, aunque en algunos casos hay descensos por aspectos reglamentarios. 
También como aspecto fundamental todos los equipos deben contar con un equipo en Cuarta Élite o "Alto rendimiento" o llamado también "Reservas" y este equipo deberá cumplir con los partidos programados el mismo día ante el mismo rival de la jornada de Segunda B. 

### Suspensión y reanudación por pandemia de COVID
En 2020 se decide suspender las competiciones de esta categoría debido a la Pandemia del COVID-19 que afectó al país y que tuvo restringido las actividades deportivas, por lo que la Temporada 2020-2021 se dio por desierta. Para el 2022 se decide arrancar nuevamente tras superada la emergencia del COVID, tras acuerdo de LINAFA, se decide reducir la cantidad de equipos debido a que muchos desistieron de seguir participando por temas económicos y administrativos. Por ende se crean nada más 4 grupos de 6 equipos cada uno para un total de 24 clubes que conformarán y disputarán la Temporada en dos torneos (Apertura y Clausura). Los grupos estarán divididos en 4 regiones; La Chorotega, La Occidente, Metro Sur y Caribe. 
El campeón de Apertura logrará el ascenso automáticamente en caso de coronarse campeón en el Clausura, si no deberá jugar una Gran Final de ida y vuelta ante el campeón de Clausura.

### Nuevo Formato y aumento de equipos
En junio de 2025 el Comité Ejecutivo de LINAFA decide aumentar de 24 a 30 equipos para la Temporada 2025-2026, esto para mantener un equilibrio y darle más consistencia y competitividad al Campeonato de Segunda B, también para esta temporada se aumento la cantidad de equipos ascendidos de los torneos regionales de cuatro a ocho equipos. Estos se dividen en 5 grupos de 6 equipos divididos por sector que comprenden, Chorotega Pacífico, Occidente, Metropolitano, Sur y Caribe.
LINAFA es la (Liga Nacional de Fútbol Aficionado), que anteriormente era conocida como ANAFA (Asociación Nacional de Fútbol Aficionado).

## Sistema de competición
Se realizan 2 torneos, Apertura y Clausura (respectivamente). Los ganadores de cada torneo tendrán garantizada una Gran Final entre ellos para definir al nuevo participante de la próxima temporada en la Segunda División de Costa Rica. En caso de que el Campeón del Torneo de Clausura sea el mismo del Torneo de Apertura, no habrá gran final.
- Primera Fase:

Cinco grupos de 6 equipos participantes, jugarán a 2 vueltas, completando 10 fechas cada equipo. Clasifican a la siguiente fase los 3 mejores equipos de cada grupo y el mejor cuarto lugar. 
- Segunda Fase: (Octavos de Final)

Sistema de clasificación por eliminación directa de juegos de ida y vuelta.
- Tercera Fase: (Cuartos de Final)

Sistema de clasificación por eliminación directa de juegos de ida y vuelta.
- Cuarta Fase: (Semifinales)

Sistema de clasificación por eliminación directa de juegos de ida y vuelta.
- Quinta Fase: (Final)

Serie de ida y vuelta en el que se define el campeón.

## Equipos participantes
En la temporada 2025-2026 participarán los siguientes equipos:
| Grupo   | Zona                 | Equipos |
| ------- | -------------------- | --- |
| Grupo A | Sector Chorotega     | - La Florida de Tilarán - Águila F. C. - A. D. R. Cóbano - A. D. Esparza PSL - Cruceños F.C. - Municipal Puntarenas             |
| Grupo B | Sector Metropolitano | - UCR Fútbol Club - Academia Poetas F.C. - Club Sport Huracán - AF Lankester 1943 - Municipal Desamparados - CDR Pavas          |
| Grupo C | Sector Occidente     | - Asociación Deportiva Ramonense - A. D. Rosario - Pavas F.C. - A.D. Santo Domingo de Heredia - CCDR San Pablo - Real Santaneño |
| Grupo D | Sector Sur           | - Unión Orotina F.C. - ASODEBA - A.D. Golfito Zona Sur - Jacobeña F.C. - Municipal Coto Brus - Municipal Osa                    |
| Grupo E | Sector Caribe        | - Guajira F.C. - Valle F. C. - ADF Siquirreña - Guácimo F.C. - Nazareth F.C. - La Colonia Revolution                            |

## Historial de ascensos
Lista de equipos que ganaron su derecho a disputar el campeonato en la Liga de Ascenso.
| Torneos             | Equipo                    |
| ------------------- | ------------------------- |
| Torneo 2003-2004    | A.D. Santacruceña         |
| Torneo 2004-2005    | Municipal Coto Brus       |
| Torneo 2005-2006    | A. D Barrealeña           |
| Torneo 2006-2007    | Aserrí F. C.              |
| Torneo 2007-2008    | A. D. La Suerte           |
| Torneo 2008-2009    | A. D. Barrealeña          |
| Torneo 2009-2010    | A.D Desamparadeña         |
| Torneo 2010-2011    | Guajira F. C.             |
| Torneo 2011-2012    | Finca Austria de Nosara   |
| Torneo 2012-2013    | ADF Siquirreña            |
| Torneo 2013-2014    | Pococi FC                 |
| Torneo 2014-2015    | COFUTPA                   |
| Torneo 2015-2016    | A.D. Santa Rosa           |
| Torneo 2016-2017    | Municipal Santa Ana       |
| Torneo 2017-2018    | Puerto Golfito F.C.       |
| Torneo 2018-2019    | Barrio México F.C.        |
| Torneo 2019-2020    | A.D. Cariari Pococí       |
| Torneo 2020-2021    | No hubo ascendido         |
| Torneo 2021-2022    | Quepos Cambute FC         |
| Temporada 2022-2023 | PFA Antioquia             |
| Temporada 2023-2024 | Deportivo Upala           |
| Temporada 2024-2025 | Pitbulls de Santa Bárbara |